# Itamar Ginnosar
Itamar Ginnosar (hebr. איתמר גינוסר; ur. 17 grudnia 1992) – izraelski brydżysta.

## Wyniki brydżowe

### Zawody światowe
W światowych zawodach zdobył następujące lokaty:
| Mistrzostwa Świata. Konkurencja teamów | Mistrzostwa Świata. Konkurencja teamów | Mistrzostwa Świata. Konkurencja teamów    | Mistrzostwa Świata. Konkurencja teamów | Mistrzostwa Świata. Konkurencja teamów | Mistrzostwa Świata. Konkurencja teamów |
| Rok                                    | Miejsce                                | Zawody                                    | Kategoria                              | Drużyna                                | Pozycja                                |
| -------------------------------------- | -------------------------------------- | ----------------------------------------- | -------------------------------------- | -------------------------------------- | -------------------------------------- |
| 2012                                   | Taicang                                | 14. Młodzieżowe Mistrzostwa Świata Teamów | Młodzież Szkolna                       | Israel                                 | 4                                      |

### Zawody europejskie
W europejskich zawodach zdobył następujące lokaty:
| Zawody europejskie. Konkurencja teamów | Zawody europejskie. Konkurencja teamów | Zawody europejskie. Konkurencja teamów    | Zawody europejskie. Konkurencja teamów | Zawody europejskie. Konkurencja teamów | Zawody europejskie. Konkurencja teamów |
| Rok                                    | Miejsce                                | Zawody                                    | Kategoria                              | Drużyna                                | Pozycja                                |
| -------------------------------------- | -------------------------------------- | ----------------------------------------- | -------------------------------------- | -------------------------------------- | -------------------------------------- |
| 2013                                   | Wrocław                                | 24. Młodzieżowe Mistrzostwa Europy Teamów | Juniorzy                               | Israel                                 | 3                                      |
| 2011                                   | Albena                                 | 23. Młodzieżowe Mistrzostwa Europy Teamów | Młodzież Szkolna                       | Israel                                 | 2                                      |

| Zawody europejskie. Konkurencja par | Zawody europejskie. Konkurencja par | Zawody europejskie. Konkurencja par    | Zawody europejskie. Konkurencja par | Zawody europejskie. Konkurencja par | Zawody europejskie. Konkurencja par |
| Rok                                 | Miejsce                             | Zawody                                 | Kategoria                           | Partner                             | Pozycja                             |
| ----------------------------------- | ----------------------------------- | -------------------------------------- | ----------------------------------- | ----------------------------------- | ----------------------------------- |
| 2014                                | Burghausen                          | 12. Młodzieżowe Mistrzostwa Europy Par | Juniorzy                            | Juwal Ben Dawid                     | 18                                  |
| 2012                                | Vejle                               | 11. Młodzieżowe Mistrzostwa Europy Par | Juniorzy                            | Adam Reiter                         | 2                                   |
| 2012                                | Vejle                               | 11. Młodzieżowe Mistrzostwa Europy Par | Młodzież Szkolna                    | Adam Reiter                         | 28                                  |
| 2010                                | Opatija                             | 10. Młodzieżowe Mistrzostwa Europy Par | Młodzież Szkolna                    | Adam Reiter                         | 12                                  |

## Klasyfikacja
- Itamar Ginossar – klasyfikacja WBF (ang.)
- Itamar Ginossar – klasyfikacja EBL (ang.)